# Fildrich
Der Fildrich (früher Filderich) ist ein 16,1 Kilometer langer linker Nebenfluss des Chirel in der Gemeinde Diemtigen im Schweizer Kanton Bern. Er durchfliesst das Diemtigtal, ein Seitental des Simmentals im Berner Oberland, und entwässert dabei ein Gebiet von 86,7 Quadratkilometern.

## Geographie

### Verlauf
Der Fildrich entsteht auf 1910 m ü. M. durch den Zusammenfluss zweier Quellbäche an der Männliflue (2652 m ü. M.) im Regionalen Naturpark Diemtigtal und durchfliesst den Park hauptsächlich in nordöstliche Richtung. Er passiert die Ortschaften Grimmialp, Schwenden und Zwischenflüh, nimmt die Zuflüsse Senggibach, Gurbsbach und Narrenbach auf, und mündet bei Horboden von links in den kürzeren Chirel.

### Einzugsgebiet
Das Einzugsgebiet des Fildrichs misst 86,77 km², davon sind 45,8 % Landwirtschaftsfläche, 31,8 % bestockte Fläche, 21 % unproduktive Fläche, 1,2 % Siedlungsfläche sowie 0,2 % Gewässerfläche.
Der höchste Punkt des Einzugsgebiets wird mit 2647 m ü. M. an der Männliflue erreicht, die durchschnittliche Höhe beträgt 1656 m ü. M. und der mittlere Jahresniederschlag liegt am Oberlauf bei 1760,005 mm, am Mittellauf bei 1707,467 mm und am Unterlauf bei 1680,162 mm.
Anteil am Einzugsgebiet haben neben der Anrainergemeinde Diemtigen die Gemeinden Boltigen, Därstetten, Erlenbach im Simmental, Oberwil im Simmental und Zweisimmen. Winzige Gebiete liegen in den Gemeinden Adelboden, Frutigen und St. Stephan.

### Zuflüsse
- Gsurgrabe (rechts)
- Mittelbergbach (rechts)
- Raufligraben (links)
- Chirgeligrabe (rechts)
- Senggibach (links)
- Oberemattegräbli (links)
- Gurbsbach (rechts)
- Channebach (rechts)
- Inner Balmigrabe (rechts)
- Üsser Balmigrabe (rechts)
- Schurzgrabe (links)
- Ringgrabe (links)
- Narebach (links)
- Fuchsallmigräbli (rechts)
- Gandgrabe (links)
- Allmigraben (rechts)
- Allmiriedgräbli (rechts)
- Lischegrabe (rechts)
- Bachegggrabe (links)
- Dähligrabe (links)
- Minnigslochgrabe (links)

## Hydrologie

### Hydrologischer Hauptstrang
Direkter Vergleich der beiden Oberläufe am Zusammenfluss:
| Name     | Länge [in km] | EZG [in km²] | MQ [in m³/s] |
| -------- | ------------- | ------------ | ------------ |
| Chirel   | 08,0          | 28,61        | 0,88         |
| Fildrich | 17,4          | 86,77        | 2,54         |

Der längere Fildrich hat auch des grössere Einzugssystem und ist wasserreicher. Er ist somit der  hydrologische Hauptstrang des Flusssystems Chirel.  Die Gesamtlänge des Strangs Chirel-Fildrich beträgt 21,3 km.

### Abflusswerte
An der Mündung des Fildrichs in den Chirel beträgt seine modellierte mittlere Abflussmenge (MQ) 2,54 m³/s. Sein Abflussregimetyp ist nival alpin und seine Abflussvariabilität beträgt 18.
Der  modellierte monatliche mittlere Abfluss (MQ) des Fildrichs in m³/s